# Athelocystis capitata
Athelocystis capitata är en svampart som beskrevs av Hjortstam & Ryvarden 2010. Athelocystis capitata ingår i släktet Athelocystis och familjen Atheliaceae.   Inga underarter finns listade i Catalogue of Life.